# Kang Min-hyuk
Kang Min Hyuk (Gwangju, Seúl; 28 de junio de 1991) es un baterista, actor y cantante surcoreano. Es el baterista de la banda surcoreana CN Blue, que debutó oficialmente en enero del 2010 en Corea del Sur y anteriormente como banda indie, en agosto de 2009 en Japón y posteriormente como banda en octubre de 2011 en Japón.

## Biografía
Min-hyuk nació el 28 de junio de 1991. Su familia está compuesta por sus padres y una hermana mayor. Vive en Ilsan.

### Servicio militar
Kang inició su servicio militar obligatorio el 31 de junio de 2018 junto a su compañero Lee Jung Shin.

### Salud
El 26 de abril de 2022, su agencia FNC Entertainment confirmó que ese mismo día había dado positivo para COVID-19 por lo que había cancelado todas sus actividades programadas y se encontraba cumpliendo las medidas de salud necesarias para su pronta recuperación.

## Carrera
Es miembro de la agencia "FNC Entertainment" (FNC Music). En octubre de 2020 se anunció que había renovado su contrato con la agencia.
Se unió a la audición FNC Music en 2007 y fue aceptado al mismo tiempo que Jung Yong Hwa y Lee Jong Hyun. Comenzó a entrenar en el bajo en la FNC Academy. Min Hyuk es el baterista de CN Blue y es popular por su imagen linda. Coescribió la letra de la canción "Holiday Sweet" del miniálbum Bluelove. Interpretó por primera vez el tema "Star" (별) el 6 de julio de 2011 como parte del OST de Heartstrings, en el cual también participó interpretando a un despistado y dulce baterista.

### 2010-presente: Actuación y actividades en solitario
Comenzó su carrera como actor en la película Acoustic, junto a su compañero de CNBlue Lee Jong Hyun, lanzada el 28 de octubre de 2010. Posteriormente debutó en televisión en el drama de SBS It's Okay, Daddy's Girl que salió al aire el 22 de noviembre de 2010.
En 2011 participó en el drama juvenil de MBC Heartstrings,  junto a líder CNBlue Jung Yong Hwa que salió al aire el 29 de junio de 2011.
Su popularidad en Heartsrings le valió el papel en el drama de KBS titulado My Husband Got a Family, como el hermano playboy del personaje principal.
En 2013 junto a su compañera de reparto en el drama Heartstrings, Park Shin Hye interpretó a su mejor amigo en el drama Herederos.
En 2016 se unió al elenco de Entertainer, junto al actor de Kill me, Heal me, Ji Sung, interpretando a Ha Neul, un aspirante a Idol.
En 2017 obtuvo su primer rol principal, dando vida a un doctor en la serie Hospital Ship de MBC.
El 23 de febrero de 2021 se unió al elenco principal de la serie web Not Yet Thirty (también conocida como "How To Be Thirty") donde dio vida a Lee Seung-yoo, el primer amor de Seo Ji-won (Jung In-sun), quien también es el director del equipo de planificación y producción de la editorial del webtoon de Ji-won, hasta el final de la serie en abril del mismo año.
En marzo del mismo año se unió al elenco de la serie Oh My Ladylord, donde interpretó a Yoo Jin, el nieto mayor de una de las familias más importantes dentro de la cosmética de Corea, que se convierte en el joven director de una marca de cosméticos.

## Filmografía

### Series de televisión
| Año  | Programa                          | Papel           | Cadena  | Notas     | Ref.   |
| ---- | --------------------------------- | --------------- | ------- | --------- | ------ |
| 2010 | It's Okay, Daddy's Girl           | Hwang Yeon Doo  | SBS     |           |        |
| 2011 | Heartstrings                      | Yeo Joon Hee    | MBC     |           |        |
| 2012 | My Husband Got a Family           | Cha Se Kwang    | KBS     |           |        |
| 2013 | The Heirs                         | Yoon Chan Young | SBS     |           |        |
| 2016 | Entertainer (serie de televisión) | Ha Neul         | SBS     |           |        |
| 2017 | School 2017                       | Jong-geun       | KBS     |           | [ 33 ] |
| 2017 | Hospital Ship                     | Dr. Kwak Hyun   | MBC     |           | [ 34 ] |
| 2021 | Not Yet Thirty                    | Lee Seung-yoo   | Kakao M | Serie web | [ 35 ] |
| 2021 | Oh My Ladylord                    | Jung Yoo-jin    | MBC     |           | [ 36 ] |
| 2023 | Celebridad                        | Han Joon-kyung  | Netflix | Serie web | [ 37 ] |

### Películas
| Año  | Título          | Personaje   | Notas                       | Ref.                 |
| ---- | --------------- | ----------- | --------------------------- | -------------------- |
| 2010 | Acoustic        | Kim Hae-won | segmento: "(Bakery Attack)" |                      |
| 2017 | Marital Harmony | reparto     |                             | [ 38 ] [ 39 ] [ 40 ] |

### Programas de televisión
| Año        | Título                | Notas                                                    |
| ---------- | --------------------- | -------------------------------------------------------- |
| 2012       | Happy Together        | Ep. 252 - invitado                                       |
| 2012       | Running Man           | Ep. 201 - invitado                                       |
| 2013, 2014 | Hello Counselor       | 2 episodios - (Ep. 108, 165) - invitado - junto a CNBLUE |
| 2012, 2015 | Crime Scene           | 4 episodios - (Ep. 5-6, 8, 10) - invitado                |
| 2015       | Happy Camp            | invitado - junto a CNBLUE                                |
| 2015       | Brave Family          | miembro                                                  |
| 2015       | Cool Kiz on the Block | 10 episodios - (Ep. 113, 116 - 124) - miembro            |
| 2015       | I Live Alone          | (Ep. 111, 114 - 134) - miembro                           |

### MC
| Año  | Título                                | Cadena  | Notas               |
| ---- | ------------------------------------- | ------- | ------------------- |
| 2010 | M! Countdown                          | Mnet    | -                   |
| 2014 | 2014 K-Pop World Festival in Changwon | KBS     | junto a Jung Eun-ji |
| 2015 | Mom is Watching                       | JTBC    | -                   |
| 2016 | Music Bank                            | KBS 2TV | junto a Solbin      |

### Videos musicales
| Año | Grupo          | Canción      | Notas                        |
| --- | -------------- | ------------ | ---------------------------- |
| -   | Orange Caramel | "Magic Girl" | apareció en el video musical |
| -   | Juniel         | "Illa Illa"  | apareció en el video musical |

### Publicidad
- 2012: T.G.I. Friday's
- 2012: CJ Olive Young
- 2011: Scotch Puree 10 Berry (Tailandia)
- 2011: BangBang
- 2010: NII
- 2010: Holika Holika
- 2010: Sony Ericsson Xperia (X10)
- 2010: Skool Looks

## Discografía

### Sencillos
| Año  | Título                         | Posición alcanzada | Álbum            |
| Año  | Título                         | KOR Gaon           | Álbum            |
| ---- | ------------------------------ | ------------------ | ---------------- |
| 2010 | "High Fly" (con Lee Jong Hyun) | 102                | Acoustic OST     |
| 2011 | 별 ("Star")                    | 66                 | Heartstrings OST |

## Premios y nominaciones
| Año  | Premio           | Categoría                                  | Trabajo        | Resultado |
| ---- | ---------------- | ------------------------------------------ | -------------- | --------- |
| 2021 | MBC Drama Awards | Premio a la excelencia, actor en miniserie | Oh My Ladylord | Nominado  |